# Cional
Cional es una localidad del municipio de Villardeciervos, en la provincia de Zamora, España.

## Geografía
Se encuentra situado entre las localidades de Boya, Codesal y la capital del municipio, Villardeciervos. Bajo la sombra de la sierra de la Culebra, cuenta con un gran número tanto de especies animales como vegetales, esto le da un gran atractivo para los que se quieren perder en plena naturaleza.

## Historia
La historia conocida de Cional se remonta a la Edad Media, cuando  quedó integrado en el Reino de León, cuyos monarcas acometieron la repoblación del oeste zamorano. Así, antes del siglo XII, pertenecía al monasterio de Moreruela.
Durante la Edad Moderna, Cional estuvo integrado en la provincia de las Tierras del conde de Benavente, y dentro de esta en la receptoría de Benavente. No obstante, con la creación de las actuales provincias en 1833, Cional pasó a formar parte de la provincia de Zamora, dentro de la Región Leonesa, quedando integrado en 1834 en el partido judicial de Puebla de Sanabria.
En 1971, el antiguo municipio de Cional se integró en el de Villardeciervos, una vez que se había rechazado la fusión intermunicipal en 1970.

## Geografía humana

### Demografía
| Gráfica de evolución demográfica de Cional entre 1842 y 1970 |
| |
| Población de derecho según los censos de población del INE Población de hecho según los censos de población del INEEntre el censo de 1981 y el anterior, este municipio desaparece porque se integra en el municipio 49262 (Villardeciervos) |

### Economía
En épocas más recientes tuvo gran importancia comercial, en esa época el pueblo contaba con dos comercios, una fábrica de velas, dos lagares, dos bares, una posada y al menos una herrería. Esto atraía a clientes de la propia comarca y de la cercana Aliste. No obstante sufrió un declive que provocó que a partir de los 70 solo quedará un comercio abierto (ahora cerrado) un taller metálico y una empresa de fontanería. La ocupación principal ha sido siempre la agricultura y la ganadería, pero en estos últimos años ha disminuido notablemente.

## Arquitectura
Todas las casas están construidas con fachada de piedra, los tejados están construidos a dos aguas, con teja roja y un dato curioso es que es típico poner alguna piedra de cuarzo en el cumbre. Tanto la iglesia como la ermita son de arte románico, ambas, dedicadas a la patrona del pueblo, Santa Eulalia. Existen multitud de fuentes en las que refrescarse en verano, todas ellas construidas con piedras de manera tradicional y la mayoría han crecido con el pueblo.

## Gastronomía
Con gran afición a la buena comida, Cional cuenta con los mejores ingredientes para cocinar, desde una multitud de setas (champiñones, boletus, niscalos, senderinas...) a gran cantidad de verdura cultivada en el mismo pueblo (berzas, garbanzos, lechugas, judías...) pasando por la carne de caza (ciervos, jabalíes, conejos, liebres, perdices...) y sin olvidar las suculentas truchas que se pescan en sus aguas. El plato más representativo es el guiso de jabalí con patatas, que puedes degustar en alguna cena del pueblo.

## Ocio
Con grandes posibilidades de divertirse en vacaciones y pocas el resto del año, Cional cuenta con una playa dotada de chiringuito donde relajarse en los días más calurosos del año. En las noches puedes encontrar la fiesta en el local de la Asociación La Noria, donde cualquiera es bien recibido.
Para los menos fiesteros, existen largos caminos y pistas forestales por las que se puede caminar intentando sorprender a algún ciervo o incluso disfrutar al ver un lobo en plena libertad.
En los días 17, 18 y 19 de agosto se celebran las fiestas en honor a Santa Eulalia. El 17 se realiza como tradición una ronda por todo el pueblo acompañados por instrumentos típicos de la zona y para entrar en ritmo, un buen garrafón. Los otros dos días se celebran dos torneos de fútbol, uno masculino y otro femenino. También se organizan juegos para los más pequeños. Las noches se armonizan con grupos musicales.
Entre las posibles actividades que se pueden disfrutar en el entorno de Cional, destacan la pesca en las aguas del embalse de Valparaíso y el senderismo por su infinidad de infinidad de caminos, pistas y senderos.